# Eucyclopera cynossema
Eucyclopera cynossema là một loài bướm đêm thuộc phân họ Arctiinae, họ Erebidae.